# Igreja Paroquial de São Brissos
Igreja de São Brissos é uma antiga igreja paroquial situada a sul da pequena aldeia de São Brissos, na freguesia de Santiago do Escoural, no município de Montemor-o-Novo, em Portugal.
É uma igreja do século XVI de estilo rústico com elementos decorativos regionais e influências manuelinas e renascentistas. Tem nave retangular, com orientação para nascente, alpendre coberto por abóbada polinervada de gosto manuelino e frontão rematado por sineira. Possui decoração interior com representações dos Apóstolos e dos lendários bispos de Évora (São Manços, São Jordão e São Brissos, santo padroeiro)
Esteve em vias de classificação mas o processo caducou.